# 京都美山高等学校
京都美山高等学校（きょうとみやまこうとうがっこう）は、京都府京都市上京区元真如堂町にある私立の高等学校。通信制高等学校である。

## 設置学科
通信制の課程
- 普通科（インターネット通信制）

## 沿革
- 1984年 - 京都府北桑田郡美山町に全日制普通科（全寮制）のポランの広場高等学校として開校。学校法人ポランの広場学園。
- 1990年 - 校名を現校名（京都美山高等学校）に変更。
- 1999年 - 法人名を学校法人美山学園に変更。
- 2003年 - 京都市上京区に単位制通信制課程を新設。日本で初めて本格的にインターネット教育システムを導入。
- 2009年 - 全日制の生徒募集を停止。
- 2010年 - 単位制通信制課程、通学コースなど14のコースを設置。
- 2011年 - 単位制通信制課程、学校法人両洋学園に合併。
- 2014年 - 単位制通信制課程、京都市上京区に新校舎竣工。
- 2015年 - 京都府・大阪府だけでなく滋賀県・奈良県・兵庫県・福井県からも入学可能な広域制通信制に変更。
- 2016年 - 『マンガコース』を新設。
- 2020年 - 『eスポーツ・プログラミングコース』を新設。

## 特徴
通信制課程
- パソコン（タブレット、スマートフォン）でのビデオ学習とリアルタイムのライブ中継授業。在宅学習が中心である。
- 年間5回程度の『日帰りスクーリング』
- 『在宅コース』、週1回～週3回まで選べる『通学コース』（『学習サポート』『ホームルーム』『進学サポート』）
- 日本初のネット投票により『生徒自治会』を発足
- じっくり『個別懇談』
- 多彩な『15のコース』
  - 自分のペースで学習できるコース → 『普通（在宅コース）』『通学コース』
  - 進路を確かなものにするコース → 『特進（学習塾連携）コース』『大学連携コース』『専門学校連携コース』
  - 働きながら高校卒業ができるコース → 『勤労支援（定時制）コース』『社会人コース』
  - 心や体の元気を取り戻すコース → 『医療支援（病院連携）コース』『メンタルヘルスコース』
  - 夢を目指し実現するためのコース → 『スポーツ振興コース』『芸能コース』『芸術コース』『看護・医療コース』『マンガコース』『eスポーツ・プログラミングコース』
- 広域制となり、募集区域を京都府・大阪府・滋賀県・奈良県・兵庫県・福井県に拡充。

## 所在地
- 〒602-0926 京都市上京区元真如堂町358
北緯35度1分33.4秒 東経135度45分18.9秒 / 北緯35.025944度 東経135.755250度

## アクセス
- 京都市営地下鉄烏丸線今出川駅6番出口から徒歩10分
- 京都市営バス「烏丸今出川」停留所から徒歩10分

## その他

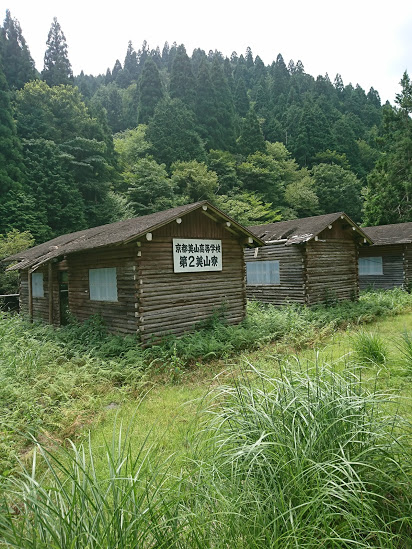
京都美山高等学校の学生寮跡

全日制課程の普通科（全寮制）は2009年度より生徒募集停止となり、現在は閉鎖されている。以下の住所等は閉鎖前のもの。
全日制の課程
- 所在地: 〒601-0705 京都府南丹市美山町佐々里村下6番地（旧・京都府北桑田郡美山町佐々里村下6番地）
- アクセス: 京都府道38号京都広河原美山線沿い、南丹市営バス佐々里線「美山高校前」停留所下車すぐ
- 特徴: 一般授業のほか学校設定科目の授業も専門教員の下行う

### ポランの広場高校
両洋高等学校の教諭をしていた、宮沢賢治に関する著書のある末吉耕造によって、京都市左京区久多に作られたフリースクール。ポランの広場を元に佐々里峠の麓に作られた。ポランの広場の名は、宮沢賢治の戯曲に由来する。しかしながら、高校の設立に無理をした結果資金的、運営的に追い詰められ、数多くの問題を起こし末吉は1年足らずで追放され、両洋高校の実質的な傘下に入る。結局一期生を出した後、両洋高校に在校生を転校させて休校し教師も解雇され、2年後生徒も入れ替えられた状態で京都美山高等学校として再開することになる。